# Joseph Bullar
Joseph Bullar (* 21. Juli 1808 in Southampton; † 18. Mai 1869, in Southampton) war Arzt bei der Royal South Hants Infirmary in Southampton.
1833 hatte er in Edinburgh seinen MD erhalten.
Wegen seiner angegriffenen Gesundheit verbrachte er den Winter 1838/39 zusammen mit seinem Bruder Henry Bullar auf einer Insel in den Azoren.
1866 hatte er, nach einem Bericht im British Medical Journal versucht, die Schmerzen todkranker Patienten mit Chloroform zu lindern.

## Veröffentlichungen
- A winter in the Azores - And a Summer at the Baths of the Furnas ; J. Van Voorst, 1841
- Evening thoughts; John van Voorst, 1850
- The use of an extract and decoction of the common stinging nettle in some chronic skin disease; Assoc Med J.; 10. Nov. 1854
- On the presence of iron in sun’s rays; Southampton, 1861
- Thoughts of a Physician: Being the Second Series of Evening Thoughts; 1868